# فاتن يحياوي
فاتن يحياوي (1 ماي 1985) لاعبة كرة يد تونسية.

## مواضيع ذات صلة
منتخب تونس لكرة اليد للسيدات